# Santob de Carrion
Santob de Carrion (auch Sem Tob ben Ishaq ibn Ardutiel, hebräisch שם טוב בן יצחק אבן ארדוטיאל; * um 1290 in Carrión de los Condes; † um 1369) war ein jüdischer Spruchdichter im Spanien des 14. Jahrhunderts. Seine Arbeiten zählen überwiegend zur Gattung der Moralliteratur.

## Werke
- Proverbios morales, herausgegeben von Paloma Díaz-Mas (= Letras hispánicas, Bd. 448). Cátedra, Madrid 1998, ISBN 84-376-1640-9.